# Skate Canada
Skate Canada ist ein internationaler Eiskunstlaufwettbewerb, der einen Teil der Grand-Prix-Serie bildet. Er wird von Skate Canada, dem kanadischen Eiskunstlaufverband, ausgerichtet und findet jedes Jahr im Herbst an einem anderen Ort in Kanada statt. Die Eiskunstläufer treten in den Disziplinen Einzellauf der Herren, Einzellauf der Damen, Paarlauf und Eistanz gegeneinander an.
Das erste Skate Canada wurde 1973 in Calgary, Alberta ausgetragen. Mit Einführung der Grand-Prix-Serie wurde es 1995 ein Teil dieser.

## Medaillengewinner

### Herren

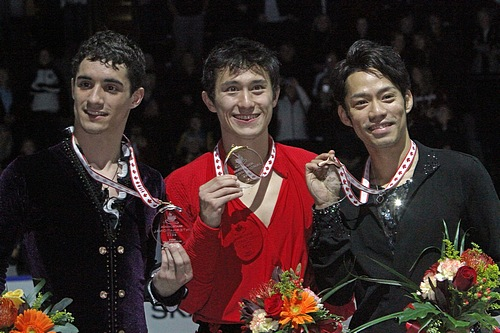
Das Podium der Herren, 2011. Von links: Javier Fernández López, Patrick Chan, Daisuke Takahashi

| Jahr | Austragungsort | Gold                                 | Silber                               | Bronze                               |
| ---- | -------------- | ------------------------------------ | ------------------------------------ | ------------------------------------ |
| 1995 | Saint John     | Alexei Urmanow                       | Michael Shmerkin                     | Éric Millot                          |
| 1996 | Kitchener      | Elvis Stojko                         | Ilja Kulik                           | Scott Davis                          |
| 1997 | Halifax        | Elvis Stojko                         | Ilja Kulik                           | Michael Tyllesen                     |
| 1998 | Kamloops       | Jewgeni Pljuschtschenko              | Elvis Stojko                         | Szabolcs Vidrai                      |
| 1999 | Saint John     | Alexei Jagudin                       | Elvis Stojko                         | Takeshi Honda                        |
| 2000 | Mississauga    | Alexei Jagudin                       | Todd Eldredge                        | Matthew Savoie                       |
| 2001 | Saskatoon      | Alexei Jagudin                       | Elvis Stojko                         | Todd Eldredge                        |
| 2002 | Québec         | Takeshi Honda                        | Emanuel Sandhu                       | Stanislaw Timtschenko                |
| 2003 | Mississauga    | Jewgeni Pljuschtschenko              | Jeffrey Buttle                       | Takeshi Honda                        |
| 2004 | Halifax        | Emanuel Sandhu                       | Ben Ferreira                         | Jeffrey Buttle                       |
| 2005 | St. John’s     | Emanuel Sandhu                       | Jeffrey Buttle                       | Nobunari Oda                         |
| 2006 | Victoria       | Stéphane Lambiel                     | Daisuke Takahashi                    | Johnny Weir                          |
| 2007 | Québec         | Brian Joubert                        | Kevin van der Perren                 | Jeffrey Buttle                       |
| 2008 | Ottawa         | Patrick Chan                         | Ryan Bradley                         | Evan Lysacek                         |
| 2009 | Kitchener      | Jeremy Abbott                        | Daisuke Takahashi                    | Alban Préaubert                      |
| 2010 | Kingston       | Patrick Chan                         | Nobunari Oda                         | Adam Rippon                          |
| 2011 | Mississauga    | Patrick Chan                         | Javier Fernández                     | Daisuke Takahashi                    |
| 2012 | Windsor        | Javier Fernández                     | Patrick Chan                         | Nobunari Oda                         |
| 2013 | Saint John     | Patrick Chan                         | Yuzuru Hanyū                         | Nobunari Oda                         |
| 2014 | Kelowna        | Takahito Mura                        | Javier Fernández                     | Max Aaron                            |
| 2015 | Lethbridge     | Patrick Chan                         | Yuzuru Hanyū                         | Daisuke Murakami                     |
| 2016 | Mississauga    | Patrick Chan                         | Yuzuru Hanyū                         | Kevin Reynolds                       |
| 2017 | Regina         | Shōma Uno                            | Jason Brown                          | Alexander Samarin                    |
| 2018 | Laval          | Shōma Uno                            | Keegan Messing                       | Cha Jun-hwan                         |
| 2019 | Kelowna        | Yuzuru Hanyu                         | Nam Nguyen                           | Keiji Tanaka                         |
| 2020 | Ottawa         | abgesagt wegen der COVID-19-Pandemie | abgesagt wegen der COVID-19-Pandemie | abgesagt wegen der COVID-19-Pandemie |
| 2021 | Vancouver      | Nathan Chen                          | Jason Brown                          | Jewgeni Semenenko                    |
| 2022 | Mississauga    | Shōma Uno                            | Kao Miura                            | Matteo Rizzo                         |
| 2023 | Vancouver      | Sōta Yamamoto                        | Kao Miura                            | Matteo Rizzo                         |
| 2024 | Halifax        | Ilia Malinin                         | Shun Satō                            | Cha Jun-hwan                         |

### Damen
| Jahr | Austragungsort | Gold                                 | Silber                               | Bronze                               |
| ---- | -------------- | ------------------------------------ | ------------------------------------ | ------------------------------------ |
| 1995 | Saint John     | Michelle Kwan                        | Hanae Yokoya                         | Josée Chouinard                      |
| 1996 | Kitchener      | Irina Sluzkaja                       | Tara Lipinski                        | Lucinda Ruh                          |
| 1997 | Halifax        | Michelle Kwan                        | Marija Butyrskaja                    | Surya Bonaly                         |
| 1998 | Kamloops       | Olena Ljaschenko                     | Fumie Suguri                         | Irina Sluzkaja                       |
| 1999 | Saint John     | Michelle Kwan                        | Julija Soldatowa                     | Jennifer Robinson                    |
| 2000 | Mississauga    | Irina Sluzkaja                       | Michelle Kwan                        | Fumie Suguri                         |
| 2001 | Saskatoon      | Sarah Hughes                         | Irina Sluzkaja                       | Michelle Kwan                        |
| 2002 | Québec         | Sasha Cohen                          | Fumie Suguri                         | Wiktorija Woltschkowa                |
| 2003 | Mississauga    | Sasha Cohen                          | Shizuka Arakawa                      | Júlia Sebestyén                      |
| 2004 | Halifax        | Cynthia Phaneuf                      | Yoshie Onda                          | Susanna Pöykiö                       |
| 2005 | St. John’s     | Alissa Czisny                        | Joannie Rochette                     | Yukari Nakano                        |
| 2006 | Victoria       | Joannie Rochette                     | Fumie Suguri                         | Kim Yuna                             |
| 2007 | Québec         | Mao Asada                            | Yukari Nakano                        | Joannie Rochette                     |
| 2008 | Ottawa         | Joannie Rochette                     | Fumie Suguri                         | Alissa Czisny                        |
| 2009 | Kitchener      | Joannie Rochette                     | Alissa Czisny                        | Laura Lepistö                        |
| 2010 | Kingston       | Alissa Czisny                        | Xenija Makarowa                      | Amélie Lacoste                       |
| 2011 | Mississauga    | Jelisaweta Tuktamyschewa             | Akiko Suzuki                         | Ashley Wagner                        |
| 2012 | Windsor        | Kaetlyn Osmond                       | Akiko Suzuki                         | Kanako Murakami                      |
| 2013 | Saint John     | Julija Lipnizkaja                    | Akiko Suzuki                         | Gracie Gold                          |
| 2014 | Kelowna        | Anna Pogorilaja                      | Ashley Wagner                        | Satoko Miyahara                      |
| 2015 | Lethbridge     | Ashley Wagner                        | Jelisaweta Tuktamyschewa             | Yuka Nagai                           |
| 2016 | Mississauga    | Jewgenija Medwedewa                  | Kaetlyn Osmond                       | Satoko Miyahara                      |
| 2017 | Regina         | Kaetlyn Osmond                       | Marija Sotskowa                      | Ashley Wagner                        |
| 2018 | Laval          | Jelisaweta Tuktamyschewa             | Mako Yamashita                       | Jewgenija Mededewa                   |
| 2019 | Kelowna        | Alexandra Trusova                    | Rika Kihira                          | You Young                            |
| 2020 | Ottawa         | abgesagt wegen der COVID-19-Pandemie | abgesagt wegen der COVID-19-Pandemie | abgesagt wegen der COVID-19-Pandemie |
| 2021 | Vancouver      | Kamila Walijewa                      | Jelisaweta Tuktamyschewa             | Aljona Kostornaja                    |
| 2022 | Mississauga    | Rinka Watanabe                       | Starr Andrews                        | You Young                            |
| 2023 | Vancouver      | Kaori Sakamoto                       | Kim Chae-yeon                        | Rino Matsuike                        |
| 2024 | Halifax        | Kaori Sakamoto                       | Rino Matsuike                        | Hana Yoshida                         |

### Paare
| Jahr | Austragungsort | Gold                                        | Silber                                  | Bronze                                        |
| ---- | -------------- | ------------------------------------------- | --------------------------------------- | --------------------------------------------- |
| 1995 | Saint John     | Jewgenija Schischkowa / Wadim Naumow        | Marija Petrowa / Alexei Tichonow        | Jodeyne Higgins / Sean Rice                   |
| 1996 | Kitchener      | Mandy Wötzel / Ingo Steuer                  | Marina Jelzowa / Andrei Buschkow        | Kyoko Ina / Jason Dungjen                     |
| 1997 | Halifax        | Oxana Kasakowa / Artur Dmitrijew            | Marina Chalturina / Andrej Krukow       | Sarah Abitbol / Stéphane Bernadis             |
| 1998 | Kamloops       | Shen Xue / Zhao Hongbo                      | Marija Petrowa / Alexei Tichonow        | Jamie Salé / David Pelletier                  |
| 1999 | Saint John     | Jelena Bereschnaja / Anton Sicharulidse     | Kyoko Ina / John Zimmerman              | Kristy Wirtz / Kris Wirtz                     |
| 2000 | Mississauga    | Jamie Salé / David Pelletier                | Jelena Bereschnaja / Anton Sicharulidse | Marija Petrowa / Alexei Tichonow              |
| 2001 | Saskatoon      | Jamie Salé / David Pelletier                | Tatjana Totmjanina / Maxim Marinin      | Anabelle Langlois / Patrice Archetto          |
| 2002 | Québec         | Tatjana Totmjanina / Maxim Marinin          | Pang Qing / Tong Jian                   | Anabelle Langlois / Patrice Archetto          |
| 2003 | Mississauga    | Tatjana Totmjanina / Maxim Marinin          | Shen Xue / Zhao Hongbo                  | Dorota Zagórska / Mariusz Siudek              |
| 2004 | Halifax        | Shen Xue / Zhao Hongbo                      | Pang Qing / Tong Jian                   | Dorota Zagórska / Mariusz Siudek              |
| 2005 | St. John’s     | Aljona Savchenko / Robin Szolkowy           | Marija Petrowa / Alexei Tichonow        | Valerie Marcoux / Craig Buntin                |
| 2006 | Victoria       | Zhang Dan / Zhang Hao                       | Rena Inoue / John Baldwin               | Valerie Marcoux / Craig Buntin                |
| 2007 | Québec         | Aljona Savchenko / Robin Szolkowy           | Jessica Dubé / Bryce Davison            | Juko Kawaguti / Alexander Smirnow             |
| 2008 | Ottawa         | Juko Kawaguti / Alexander Smirnow           | Jessica Dubé / Bryce Davison            | Keauna McLaughlin / Rockne Brubaker           |
| 2009 | Kitchener      | Aljona Savchenko / Robin Szolkowy           | Marija Muchortowa / Maxim Trankow       | Jessica Dubé / Bryce Davison                  |
| 2010 | Kingston       | Ljubow Iljuschetschkina / Nodari Maisuradze | Kirsten Moore-Towers / Dylan Moscovitch | Paige Lawrence / Rudi Swiegers                |
| 2011 | Mississauga    | Tatjana Wolossoschar / Maxim Trankow        | Sui Wenjing / Han Cong                  | Meagan Duhamel / Eric Radford                 |
| 2012 | Windsor        | Aljona Savchenko / Robin Szolkowy           | Meagan Duhamel / Eric Radford           | Stefania Berton / Ondřej Hotárek              |
| 2013 | Saint John     | Stefania Berton / Ondřej Hotárek            | Sui Wenjing / Han Cong                  | Meagan Duhamel / Eric Radford                 |
| 2014 | Kelowna        | Meagan Duhamel / Eric Radford               | Sui Wenjing / Han Cong                  | Jewgenija Tarasowa / Wladimir Morosow         |
| 2015 | Lethbridge     | Meagan Duhamel / Eric Radford               | Jewgenija Tarasowa / Wladimir Morosow   | Kirsten Moore-Towers / Michael Marinaro       |
| 2016 | Mississauga    | Meagan Duhamel / Eric Radford               | Yu Xiaoyu / Zhang Hao                   | Ljubow Iljuschetschkina / Dylan Moscovitch    |
| 2017 | Regina         | Meagan Duhamel / Eric Radford               | Aljona Savchenko / Bruno Massot         | Vanessa James / Morgan Ciprès                 |
| 2018 | Laval          | Vanessa James / Morgan Ciprès               | Peng Cheng / Jin Yang                   | Kirsten Moore-Towers / Michael Marinaro       |
| 2019 | Kelowna        | Alexandra Boikowa / Dmitri Koslowski        | Kirsten Moore-Towers / Michael Marinaro | Jewgenija Tarassowa / Wladimir Morosow        |
| 2020 | Ottawa         | abgesagt wegen der COVID-19-Pandemie        | abgesagt wegen der COVID-19-Pandemie    | abgesagt wegen der COVID-19-Pandemie          |
| 2021 | Vancouver      | Sui Wenjing / Han Cong                      | Darja Pawljutschenko / Denis Chodykin   | Ashley Cain-Gribble / Timothy LeDuc           |
| 2022 | Mississauga    | Riku Miura / Ryūichi Kihara                 | Emily Chan / Spencer Howe               | Sara Conti / Niccolò Macii                    |
| 2023 | Vancouver      | Deanna Stellato-Dudek / Maxime Deschamps    | Maria Pavlova / Alexej Sviatchenko      | Lucrezia Beccari / Matteo Guarise             |
| 2024 | Halifax        | Deanna Stellato-Dudek / Maxime Deschamps    | Ekaterina Geynish / Dmitrii Chigirev    | Anastasia Golubeva / Hektor Giotopoulos Moore |

### Eistanzen
| Jahr | Austragungsort | Gold                                   | Silber                                 | Bronze                                  |
| ---- | -------------- | -------------------------------------- | -------------------------------------- | --------------------------------------- |
| 1995 | Saint John     | Shae-Lynn Bourne / Victor Kraatz       | Marina Anissina / Gwendal Peizerat     | Irina Romanova / Igor Yaroshenko        |
| 1996 | Kitchener      | Shae-Lynn Bourne / Victor Kraatz       | Marina Anissina / Gwendal Peizerat     | Barbara Fusar-Poli / Maurizio Margaglio |
| 1997 | Halifax        | Shae-Lynn Bourne / Victor Kraatz       | Elizabeth Punsalan / Jerod Swallow     | Irina Lobatschowa / Ilja Awerbuch       |
| 1998 | Kamloops       | Shae-Lynn Bourne / Victor Kraatz       | Margarita Drobiazko / Povilas Vanagas  | Sylwia Nowak / Sebastian Kolasiński     |
| 1999 | Saint John     | Margarita Drobiazko / Povilas Vanagas  | Elena Hruschyna / Ruslan Hontscharow   | Isabelle Delobel / Olivier Schoenfelder |
| 2000 | Mississauga    | Marina Anissina / Gwendal Peizerat     | Galit Chait / Sergei Sachnowski        | Marie-France Dubreuil / Patrice Lauzon  |
| 2001 | Saskatoon      | Shae-Lynn Bourne / Victor Kraatz       | Galit Chait / Sergei Sachnowski        | Isabelle Delobel / Olivier Schoenfelder |
| 2002 | Québec         | Elena Hruschyna / Ruslan Hontscharow   | Marie-France Dubreuil / Patrice Lauzon | Swetlana Kulikowa / Arseni Markow       |
| 2003 | Mississauga    | Tatjana Nawka / Roman Kostomarow       | Albena Denkowa / Maxim Stawiski        | Marie-France Dubreuil / Patrice Lauzon  |
| 2004 | Halifax        | Albena Denkowa / Maxim Stawiski        | Marie-France Dubreuil / Patrice Lauzon | Galit Chait / Sergei Sachnowski         |
| 2005 | St. John’s     | Marie-France Dubreuil / Patrice Lauzon | Elena Hruschyna / Ruslan Hontscharow   | Melissa Gregory / Denis Petukhov        |
| 2006 | Victoria       | Marie-France Dubreuil / Patrice Lauzon | Chantal Lefebvre / Arseni Markov       | Tessa Virtue / Scott Moir               |
| 2007 | Québec         | Tessa Virtue / Scott Moir              | Anna Cappellini / Luca Lanotte         | Pernelle Carron / Mathieu Jost          |
| 2008 | Ottawa         | Meryl Davis / Charlie White            | Vanessa Crone / Paul Poirier           | Nathalie Péchalat / Fabian Bourzat      |
| 2009 | Kitchener      | Tessa Virtue / Scott Moir              | Nathalie Péchalat / Fabian Bourzat     | Kaitlyn Weaver / Andrew Poje            |
| 2010 | Kingston       | Vanessa Crone / Paul Poirier           | Sinead Kerr / John Kerr                | Madison Chock / Greg Zuerlein           |
| 2011 | Mississauga    | Tessa Virtue / Scott Moir              | Kaitlyn Weaver / Andrew Poje           | Anna Cappellini / Luca Lanotte          |
| 2012 | Windsor        | Tessa Virtue / Scott Moir              | Anna Cappellini / Luca Lanotte         | Jekaterina Rjasanowa / Ilja Tkatschenko |
| 2013 | Saint John     | Tessa Virtue / Scott Moir              | Kaitlyn Weaver / Andrew Poje           | Madison Hubbell / Zachary Donohue       |
| 2014 | Kelowna        | Kaitlyn Weaver / Andrew Poje           | Piper Gilles / Paul Poirier            | Madison Hubbell / Zachary Donohue       |
| 2015 | Lethbridge     | Kaitlyn Weaver / Andrew Poje           | Maia Shibutani / Alex Shibutani        | Jekaterina Bobrowa / Dmitri Solowjow    |
| 2016 | Mississauga    | Tessa Virtue / Scott Moir              | Madison Chock / Evan Bates             | Piper Gilles / Paul Poirier             |
| 2017 | Regina         | Tessa Virtue / Scott Moir              | Kaitlyn Weaver / Andrew Poje           | Madison Hubbell / Zachary Donohue       |
| 2018 | Laval          | Madison Hubbell / Zachary Donohue      | Wiktorija Sinizina / Nikita Kazalapow  | Piper Gilles / Paul Poirier             |
| 2019 | Kelowna        | Piper Gilles / Paul Poirier            | Madison Hubbell / Zachary Donohue      | Lilah Fear / Lewis Gibson               |
| 2020 | Ottawa         | abgesagt wegen der COVID-19-Pandemie   | abgesagt wegen der COVID-19-Pandemie   | abgesagt wegen der COVID-19-Pandemie    |
| 2021 | Vancouver      | Piper Gilles / Paul Poirier            | Charlène Guignard / Marco Fabbri       | Olivia Smart / Adrián Díaz              |
| 2022 | Mississauga    | Piper Gilles / Paul Poirier            | Lilah Fear / Lewis Gibson              | Marjorie Lajoie / Zachary Lagha         |
| 2023 | Vancouver      | Piper Gilles / Paul Poirier            | Lilah Fear / Lewis Gibson              | Allison Reed / Saulius Ambrulevičius    |
| 2024 | Halifax        | Piper Gilles / Paul Poirier            | Marjorie Lajoie / Zachary Lagha        | Evgeniia Lopareva / Geoffrey Brissaud   |